# 独唱
独唱是歌唱形式之一，由一个人单独演唱，可以由乐队或钢琴单独伴奏，也可以由其他人声伴唱，依据演唱的聲線不同，可以分为男声独唱和女声独唱，或童声独唱。其中又根据声部不同区分为男高音、男中音和男低音独唱，以及女高音、女中音和女低音独唱。
独唱是在唱歌中应用比较广泛的方式，一般比较著名的歌唱家都是以独唱出名的，大部分单曲也是以独唱的方式首先亮世的。